# 小原光城
小原 光城（おばら みつしろ、1976年8月16日 - ）は、神奈川県出身の元サッカー選手。ポジションは、DF。

## 来歴
大学時代は創価大学サッカー部に所属し、FWとして東京都大学サッカーリーグで活躍。東京都選抜チームに選出後、タイ王国遠征時にメンバー構成の都合でサイドバックで出場したところ、守備的ポジションながら得点王に。
大学卒業後、2000年に水戸ホーリーホックに入団。ルーキーながら8試合に出場し、Jリーグ昇格に貢献。
しかし、入団初年度限りで退団し、まだ地域リーグに所属していた愛媛FCへ完全移籍で加入する。加入初年度の2001年より不動のサイドバックとして君臨し、四国リーグ優勝に貢献する。翌2002年のJFLに昇格後も常に愛媛の中心選手として活躍し、当時愛媛の支柱であった大西貴のあとを継ぎ、2002年、2003年にゲームキャプテンを務めた。その後、2004年シーズンからは主将を務めるなど、常に中心選手としてチームを引っ張り、2006年末に現役引退するまでにJFL通算115試合出場を記録した。
現役引退後は湘南ベルマーレや選手時代に所属した水戸で強化部門を担当。水戸で強化部長、湘南で強化本部長を歴任後、FC東京強化部へ移り、2023年からゼネラルマネージャーを務める。

## 所属クラブ
- 1992年 - 1994年 創価高等学校
- 1995年 - 1998年 創価大学
- 1999年 水戸ホーリーホック
- 2000年 - 2006年 愛媛FC

## 個人成績
| 国内大会個人成績 | 国内大会個人成績 | 国内大会個人成績 | 国内大会個人成績 | 国内大会個人成績 | 国内大会個人成績 | 国内大会個人成績 | 国内大会個人成績 | 国内大会個人成績 | 国内大会個人成績 | 国内大会個人成績 | 国内大会個人成績 |
| 年度             | クラブ           | 背番号           | リーグ           | リーグ戦         | リーグ戦         | リーグ杯         | リーグ杯         | オープン杯       | オープン杯       | 期間通算         | 期間通算         |
| 年度             | クラブ           | 背番号           | リーグ           | 出場             | 得点             | 出場             | 得点             | 出場             | 得点             | 出場             | 得点             |
| 日本             | 日本             | 日本             | 日本             | リーグ戦         | リーグ戦         | リーグ杯         | リーグ杯         | 天皇杯           | 天皇杯           | 期間通算         | 期間通算         |
| ---------------- | ---------------- | ---------------- | ---------------- | ---------------- | ---------------- | ---------------- | ---------------- | ---------------- | ---------------- | ---------------- | ---------------- |
| 1999             | 水戸             | 16               | JFL              | 8                | 0                | -                | -                |                  |                  |                  |                  |
| 2000             | 愛媛             | 4                | 四国             | 14               | 1                | -                | -                | 1                | 0                | 15               | 1                |
| 2001             | 愛媛             | 4                | JFL              | 30               | 0                | -                | -                |                  |                  |                  |                  |
| 2002             | 愛媛             | 4                | JFL              | 16               | 0                | -                | -                |                  |                  |                  |                  |
| 2003             | 愛媛             | 4                | JFL              | 29               | 0                | -                | -                |                  |                  |                  |                  |
| 2004             | 愛媛             | 4                | JFL              | 28               | 0                | -                | -                |                  |                  |                  |                  |
| 2005             | 愛媛             | 4                | JFL              | 4                | 0                | -                | -                |                  |                  |                  |                  |
| 2006             | 愛媛             | 34               | J2               | 0                | 0                | -                | -                | 0                | 0                | 0                | 0                |
| 通算             | 日本             | 日本             | J2               | 0                | 0                | -                | -                | 0                | 0                | 0                | 0                |
| 通算             | 日本             | 日本             | JFL              | 115              | 0                | -                | -                | 7                | 0                | 122              | 0                |
| 通算             | 日本             | 日本             | 四国             | 14               | 1                | -                | -                | 1                | 0                | 15               | 1                |
| 総通算           | 総通算           | 総通算           | 総通算           | 129              | 1                | -                | -                | 8                | 0                | 137              | 1                |

## タイトル・代表歴
- 国体愛媛県成年選抜選手

## 指導歴
- 2007年 - 2008年 ：湘南ベルマーレ 強化部　主務
- 2009年 - 2011年 ：湘南ベルマーレ 強化部　強化担当
- 2012年 - 2013年 ：湘南ベルマーレ 強化本部　課長
- 2014年 - 2015年 ：水戸ホーリーホック 強化部 部長[1][2]
- 2016年 - 2021年 ：湘南ベルマーレ　強化本部 本部長[3]
- 2021年 - 2022年 ：FC東京 フットボールダイレクター[4]
- 2022年 - ：FC東京　ゼネラルマネージャー[5]